# فیلیپ تنیر
فیلیپ تنیر (فرانسوی: Philippe Tesnière‎; ۱ فوریهٔ ۱۹۵۵ – ۸ دسامبر ۱۹۸۷) دوچرخه‌سوار اهل فرانسه بود.